# نظريات في عملية التخدير العام

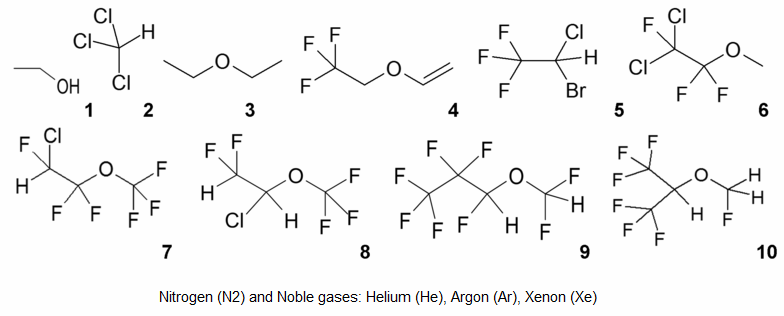
تركيب المخدر العام شائع الاستخدام.

التخدير العام هو استخدام مستحضر دوائي يؤدي لفقدان الوعي بشكل قابل للعكس، يتحكم طبيب أو فني التخدير بشكل عام بمقدار وجرعة هذه الأدوية من أجل تحفيز أو الحفاظ على التخدير العام بشكل يسهل العمليات الجراحية.
استُخدمت أدوية التخدير العام في الجراحة على نطاق واسع منذ عام 1842 عندما قام كراوفورد لونج ولأول مرة بإعطاء ثنائي إيثيل الإيثر لأحد المرضى قبل أن يقوم بإجراء عملية جراحية، ثم أجراها بدون ألم. اعتُقد منذ فترة طويلة أن التخدير العام يقوم بعمل تأثيرات (تسكين الألم، فقدان الذاكرة، فقدان القدرة على الحركة) عن طريق تعديل نشاط البروتينات الغشائية الموجودة في الغشاء العصبي، ولكن مع ذلك، مازال الموقع الدقيق لتأثير هذا الإجراء وآليته غير معروفين إلى حد كبير، على الرغم من إجراء الكثير من الأبحاث عن هذا الموضوع. حاولت العديد من النظريات القديمة والحديثة شرح آلية عمل التخدير.
ينص مفهوم التفاعلات المحددة بين المستقبلات والعقاقير، والذي طرحه بول إرليخ لأول مرة، على أن الأدوية تعمل فقط عندما ترتبط بالمستقبلات الخاصة بها، ومع ذلك لا يبدو أن هذا المفهوم ينطبق في حالة التخدير العام لعدة أسباب وهي:
- البنية الجزيئية للتخدير العام المستخدم على نطاق واسع في الطب بسيطة ومتنوعة للغاية بطريقة لا تظهر علاقة واضحة بين التأثير والبنية (من المواد المستخدمة على نطاق واسع للتخدير في الطب: 1-الإيثانول، 2-الكلوروفورم، 3-إيثيل الإيثر، 4-الفلوروكسين، 5-الهالوثان، 6-الميثوكسي فلوران، 7-الإينفلوران، 8-الإيزوفلوران، 9-الديفلوران، 10-السيفوفلوران)
- قدرة تأثير معظم أنواع أدوية التخدير العام ضعيفة بشكل ملحوظ مقارنة مع غيرها من الأدوية، بشكل يجعل استخدامها بجرعات عالية ضرورياً، ما يؤدي لحتمية حصول التأثيرات الجانبية.

جعلت كل هذه السمات الشائعة الباحثين الأوائل يعتقدون بأن التخدير العام يعمل بطريقة واحدة وهي التأثير على الغشاء العصبي بشكل عام من خلال خلق اضطراب غير محدد في أغشية الدهون في الخلايا العصبية ضمن الجهاز العصبي المركزي في مواقع محددة.

## العلاقة بين قابلية الذوبان في الدسم مع فاعلية التخدير  (ارتباط ماير -أوفرتون)
اقتُرحت الآلية غير المحددة لعمل التخدير لأول مرة من فون بيبرا وهارليس عام 1847، إذ اقترحا أن التخدير العام قد يعمل عن طريق إذابة الجزء الدهني من خلايا الدماغ وإزالة المكونات الدهنية منها لتقوم بالتالي بتغيير نشاط الدماغ وتحفيز بدء عملية التخدير. نشر هانز هورست ماير في عام 1988 أول دليل تجريبي على حقيقة أن قوة التخدير مرتبطة بقابلية الذوبان في الدسم ضمن مقالة نشرها بعنوان (ثيوري دير ألكوهولناركوز)، ونشر أوفيرتون نظرية مشابهة بعد ذلك بعامين  وبشكل مستقل تماماً عن هورست.
قارن ماير فاعلية العديد من العوامل المعروفة بأنها تعمل على مبادلة التركيز المولي اللازم لتحفيز عملية التخدير عند الضفادع الصغيرة مع معامل تقسيم (الزيت\الماء) ووجد علاقة خطية تقريباً بين الفاعلية ومعامل التقسيم للعديد من أنواع جزيئات التخدير مثل الكحول والألدهيدات والكيتونات والإيثرات والاسترات. كان تركيز التخدير المطلوب لتحفيز عملية التخدير عند 50% من الحيوانات مستقلاً عن الوسائل التي وصل التخدير من خلالها.
اكتشف ماير وأوفرتون العلاقة المذهلة بين الخواص الفيزيائية لجزيئات المخدرات العامة وقوة تأثيرها: كلما ازدادت قابلية الذوبان في الدسم في المركب كلما زادت فاعليته المخدرة. هذا الارتباط صحيح بالنسبة لمجموعة واسعة من المخدرات التي لها قابلية للذوبان في الدسم، والتي تتراوح بين 4-5 مرات من حيث المقدار في حال استُخدم زيت الزيتون كوسيط. يمكن تحسين هذا الارتباط بشكل كبير من حيث كل من جودة الارتباط وزيادة عمق التخدير في حال استُخدم الأوكتانول السائب أو استُخدمت طبقة ثنائية سائلة رطبة بالكامل. لوحظ أيضاً أن أدوية التخدير المتطايرة تزيد من تأثيرها (مزيج من نصف جرعة يحتوي على نوعين من المخدرات المتطايرة أعطت نفس تأثير جرعة كاملة من أي عقار بمفرده).

## الفرضيات التي ثبت خطؤها في علاقة الدهون بالتخدير العام
فكر كل من ماير وأوفرتون -منذ اكتشاف العلاقة بين قابلية الذوبان في الدهون والقدرة على التخدير- في وجود آلية وحيدة للتخدير العام، إذ افترضوا أن ذوبان أي مخدر عام محب للدسم في الطبقة ثنائية الشحم من الخلايا العصبية يسبب تعطله وحدوث تأثير التخدير عند الوصول للتركيز الحرج. اقترح ميلر وسميث في وقت لاحق من عام 1973 فرضية التركيز الحرج والتي تسمى أيضاً فرضية توسيع الطبقة ثنائية الدهون، وافترضا أن جزيئات المادة المخدرة الضخمة والمحبة للماء تتراكم داخل المناطق الكارهة للماء (أو المحبة للدسم) في الغشاء الدهني العصبي، ما يؤدي إلى تشوهها، بالإضافة لما يسببه توسعها من إزاحة وتوسيع للحجم، ما يؤدي إلى تراكم كميات حرجة من المخدر بسماكة غشاء كافية لتغيير وظائف القنوات الأيونية داخل الغشاء بشكل قابل للعكس، وبالتالي توفير التأثير المخدر. التركيب الكيميائي الفعلي للعامل المخدر في حد ذاته ليس مهماً، ولكن يلعب حجمه الجزيئي الدور الرئيس في التأثير، إذ كلما كانت المساحة الموجودة داخل الغشاء مشغولة بالمادة المخدرة كلما ازداد تأثيرها. اقترح مولينز بناءً على هذه النظرية عام 1954 أنه يمكن تحسين علاقة ماير وأوفرتون مع الفاعلية إذا أُخذت الأوزان الجزيئية لهذه الجزيئات المخدرة بعين الاعتبار. بقيت هذه النظرية موجودة لأكثر من 60 عاماً وكانت مدعومة بحقيقة تجريبية تنص على أن ارتفاع الضغط الجوي يعاكس تأثير المخدر (تأثير انعكاس الضغط).
ظهرت نظريات أخرى بعد ذلك وكانت في الغالب نظريات فيزيوكيميائية تأخذ الطبيعة الكيميائية المتنوعة لمستحضرات التخدير العام بعين الاعتبار وتشير إلى أن تأثير التخدير يتم من خلال خلق بعض الاضطرابات في الطبقة ثنائية الشحوم. اقتُرح وجود عدة أنواع من الاضطرابات ثنائية الطبقة المسببة لحدوث التأثير المخدر:
- التغييرات في مرحلة الفصل.
- تغيير سمك الطبقة الثنائية.
- التغييرات في معالم الطلب.
- التغييرات في مرونة الانحناء.

تحدث عملية التخدير وفقاً لنظرية فصل المرحلة الجانبية من خلال تسييل أغشية الأعصاب لدرجة يختفي فيها الانفصال الجانبي في المناطق الدهنية. يجعل هذا التميع الناجم عن التخدير الأغشية أقل قدرة على تسهيل عمل التغيرات التوافقية للبروتينات والتي تكون أساسية من أجل عمل الغشاء، مثل البوابات الأيونية وفك المرسال المتشابك وعملية الإرسال للمستقبلات.
تعاني كل نظريات الدهون القديمة هذه عموماً من أربع نقاط ضعف:
- تتميز الستيوزومرات لعقار المخدر بفعالية مخدرة مختلفة تماماً في حين تتشابه معاملات تقسيم (الزيت\الغاز) الخاصة بها. تعتبر بعض الأدوية قابلة للذوبان في الدسم بشكل كبير، بالتالي من المتوقع أن يكون لها تأثير مماثل لأدوية التخدير، ولكنها بدلاً من ذلك تقوم بعمل تأثير مشنج، لذلك أُطلق عليها اسم «المواد غير المثبطة للحركة».
- تؤثر الزيادة الطفيفة في درجة حرارة الجسم على كثافة الأغشية والسيولة بقدر تأثير أدوية التخدير العام ولكنها لا تسبب التخدير.
- تؤدي زيادة طول روابط سلسلة متجانسة من الكحول أو الألكانات ذات السلسلة المستقيمة إلى زيادة قابلية ذوبانها في الدهون لكن قدرتها المخدرة تتوقف عن الزيادة بعد طول معين.
- تعتبر العلاقة بين قابلية الذوبان في الدسم وقوة التخدير لهذه الأسباب شرطاً ضرورياً للتخدير ولكنه غير كافٍ لتحديد موقع الدهون المستهدفة. يمكن أن تكون مواد التخدير ملازمة للمواقع المحبة للماء على البروتينات في الدماغ. السبب الرئيسي لضعف تأثير عدد كبير من المخدرات العامة هو أن عليها عبور الحاجز الدماغي الدموي للتأثير على الخلايا العصبية في الدماغ.